# Ameglia
Ameglia est une commune italienne d'environ 4 400 habitants située dans la province de La Spezia, dans la région Ligurie, dans le nord-ouest de l'Italie. Le quartier de Montemarcello est recensé parmi les plus beaux villages d'Italie.

## Géographie

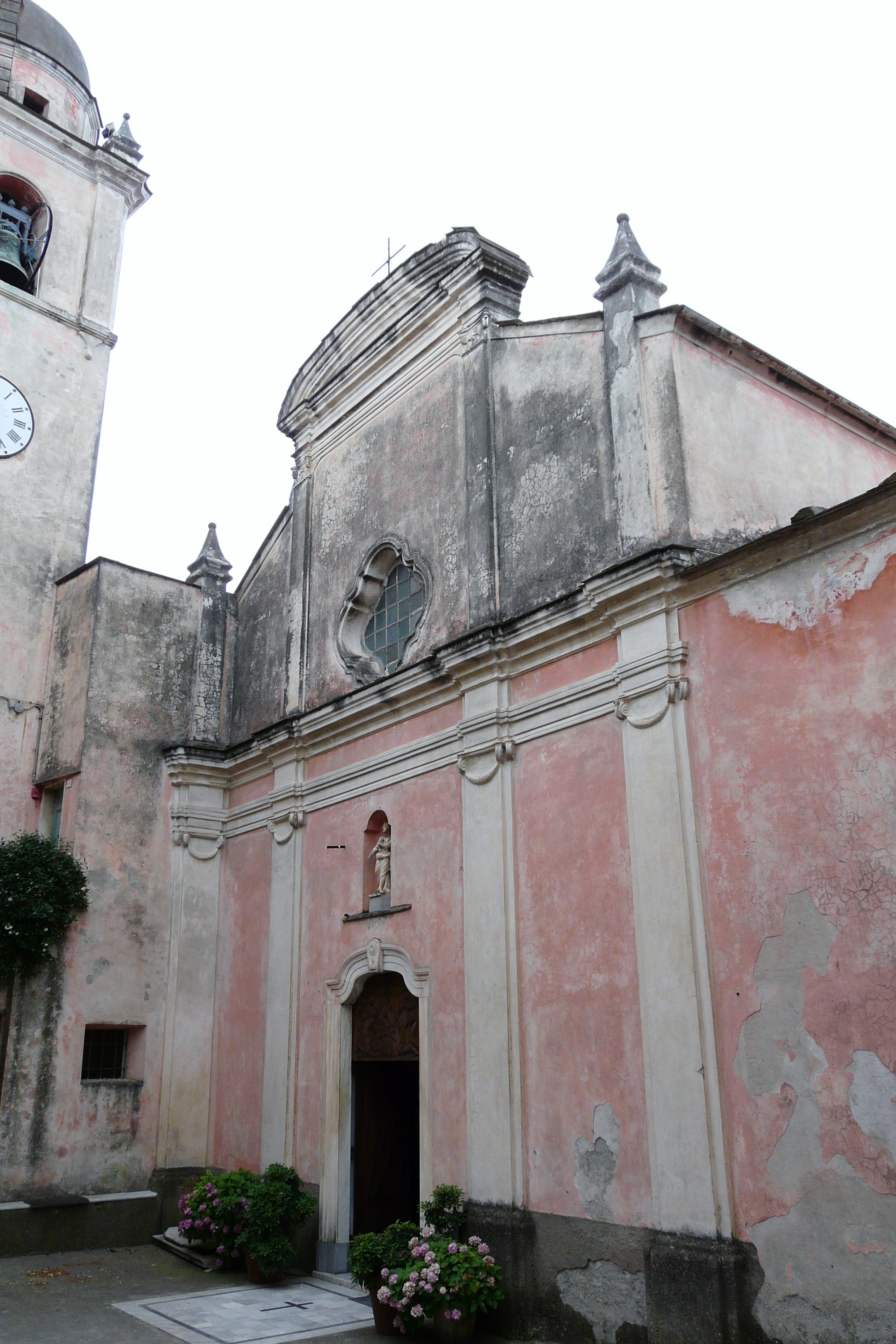
Église paroissiale de San Pietro apostolo à Montemarcello

Le territoire de la commune fait partie du bassin hydrographique du fleuve Magra. La commune est située près de la frontière avec la Toscane, à environ 17 km à l'est de La Spezia et à 8 km au sud de Sarzana.

## Administration
| Période                                  | Période | Identité | Étiquette | Qualité |
| ---------------------------------------- | ------- | -------- | --------- | ------- |
|                                          |         |          |           |         |
| Les données manquantes sont à compléter. |         |          |           |         |

### Hameaux
Bocca di Magra, Fiumaretta, Montemarcello

### Communes limitrophes
Lerici, Sarzana

### Jumelages
- France, Lanton (depuis 2007).